# Nike SB
 (février 2024).
 (février 2024).
Si vous disposez d'ouvrages ou d'articles de référence ou si vous connaissez des sites web de qualité traitant du thème abordé ici, merci de compléter l'article en donnant les références utiles à sa vérifiabilité et en les liant à la section « Notes et références ».
Nike Skateboarding, plus connu sous le nom de Nike SB, est une marque de Nike dédiée aux vêtements, chaussures et équipements de skateboard. Cette marque a été lancée en 2002.

## Histoire
La production de chaussures de skateboard a commencé en 1997, mais Nike était dans l'impossibilité de les vendre dans des magasins spécialisés, à cause d'une concurrence solide de marques comme DC Shoes ou Vans.

## Modèle existant
- Nike SB dunk low[1],[2],[3]
- Nike Sb dunk mid[4]
- Nike sb dunk high[5]

## Modèle de nike SB dunk low
| année | mois      | jour                           | nom                            | nombre de model édité | couleur de la boîte | prix au détail | code produit |
| ----- | --------- | ------------------------------ | ------------------------------ | --------------------- | ------------------- | -------------- | ------------ |
| 2002  | mars      |                                | supa                           |                       | orange              | 65 $           | 304292 - 841 |
| 2002  | mars      |                                | gino                           |                       | orange              | 65 $           | 304292 - 401 |
| 2002  | mars      |                                | colors by mulder               |                       | orange              | 65 $           | 304292 - 141 |
| 2002  | mars      |                                | Reese forbes                   |                       | orange              | 65 $           | 304292 - 731 |
| 2002  | mai       |                                | gino II                        |                       | orange              | 65 $           | 304292 - 002 |
| 2002  | juin      |                                | chocolate                      | 300                   | orange              | 120$           | 305162 - 001 |
| 2002  | juin      |                                | Zoo York                       | 444                   | orange              | 130$           | 305162 - 201 |
| 2002  | septembre |                                | supreme "white cement"         | 500                   | orange              | 65$            | 304292 - 131 |
| 2002  | septembre |                                | supreme "black cement"         | 500                   | orange              | 65$            | 304292 - 001 |
| 2002  | octobre   |                                | loden                          |                       | orange              | 65$            | 304292 - 301 |
| 2002  | octobre   |                                | nightshade                     |                       | orange              | 65$            | 304292 - 801 |
| 2002  | octobre   |                                | orange flash                   |                       | orange              | 65$            | 304292 - 361 |
| 2002  | decembre  |                                | reese denim                    | 444                   | orange              | 65$            | 304292 - 441 |
| 2003  | mars      |                                | bison                          |                       | argent              | 65$            | 304292 - 226 |
| 2003  | mars      |                                | futura                         |                       | argent              | 65$            | 304292 - 013 |
| 2003  | mars      |                                | takashi                        |                       | argent              | 65$            | 304292 - 072 |
| 2003  | mars      | Supreme "blue snake skin"      |                                |                       | argent              | 65$            |              |
| 2003  | mars      | Supreme "orange snake skin"    |                                |                       | argent              | 65$            |              |
| 2003  | mars      | Supreme "red snake skin"       |                                |                       | argent              | 65$            |              |
| 2003  | juin      |                                | classic green (Heineken)       |                       | argent              | 65$            |              |
| 2003  | juillet   |                                | true red                       |                       | argent              | 65$            | 304292 - 601 |
| 2003  | juillet   |                                | true black vamps               |                       | argent              | 65$            | 304292 - 061 |
| 2003  | aout      |                                | paris                          | 202                   | argent              | 65$            | 308270 - 111 |
| 2003  | septembre |                                | barf                           |                       | argent              | 65$            | 304292 - 431 |
| 2003  | septembre |                                | broncos                        |                       | argent              | 65$            | 304292 - 184 |
| 2003  | octobre   |                                | ebay charity                   | 3                     | argent              | 30 000$        |              |
| 2003  | octobre   |                                | Ostrich                        |                       | argent              | 65$            |              |
| 2003  | novembre  |                                | Brown Pack                     |                       | argent              | 65$            | 305050 - 222 |
| 2004  | janvier   |                                | Buck                           |                       | argent              | 65$            | 304292 - 132 |
| 2004  | janvier   |                                | Tokyo                          | 202                   | argent              | 65$            |              |
| 2004  | janvier   |                                | london                         | 202                   | argent              | 65$            |              |
| 2004  | janvier   | Medium Yellow (Homer)          |                                |                       | argent              | 65$            |              |
| 2004  | avril     |                                | Hemp Pack blue                 |                       | argent              | 65$            |              |
| 2004  | avril     | Hemp Pack Red                  |                                |                       | argent              | 65$            |              |
| 2004  | avril     | Hemp Pack Green                |                                |                       | argent              | 65$            |              |
| 2004  | mai       |                                | Baroque Brown (Jedi)           |                       | argent              | 65$            |              |
| 2004  | juin      |                                | Outdoor Shale (Carhartt Brown) |                       | argent              | 65$            |              |
| 2004  | juin      | Outdoor Black (Carhartt Black) |                                |                       | argent              | 65$            |              |
| 2004  | juillet   |                                | Cali (California)              | 444                   | argent              | 65$            |              |
| 2004  | juillet   | Medicom I                      |                                |                       | argent              | 65$            |              |
| 2004  | septembre |                                | Tweed Pack                     |                       | argent              | 65$            |              |
| 2004  | novembre  |                                | Hunter (Reese Forbes III)      |                       | rose                | 65$            |              |
| 2004  | novembre  | Shanghai I                     |                                |                       | rose                | 65$            |              |
| 2004  | decembre  |                                | Medicom II                     |                       | rose                | 65$            |              |
| 2004  | decembre  | Mocha                          |                                |                       | rose                | 65$            |              |
| 2004  | decembre  | Grits                          |                                |                       | rose                | 65$            |              |
| 2004  |           |                                | U.N.K.L.E                      | 25                    | rose                | 65$            |              |